# 堀田貢
堀田貢（日语：／ Hotta Mitsugu，1876年1月28日—1926年2月3日），日本福島縣安積郡河内村（今福島縣郡山市逢瀨町河內）人，東京府警視廳警視總監、內務次官。

## 生平
明治九年（1876年）1月28日生於福島縣安積郡河内村（今福島縣郡山市逢瀨町河內），為堀田喜左衛門之三子、堀田鼎之兄。於福島縣尋常中學校與第二高等學校就學。三十七年（1904年）畢業於東京帝國大學法科大學法律學科（德國法），就任遞信省通信局屬，11月通過高等文官試驗行政科，12月改任內務省地方局屬。
明治三十八年（1905年）就任千葉縣事務官，後歷任千葉縣第三部長、神奈川縣事務官、茨城縣警察部長、內務大臣官房文書課長兼會計課長（內務省參事官、書記官兼內務大臣秘書官）、京都府內務部長。六年（1917年）1月至11月前往歐美視察戰時狀況。
大正六年（1917年）12月回國後，擔任內務省書記官兼監察官。七年（1918年）4月就任土木局長（水野鍊太郎時任內務大臣）。十一年（1922年）6月12日就任東京府警視廳警視總監，10月24日改擔任內務次官。十二年（1923年）6月15日因病辭職。

## 外部連結
| 大日本帝國      |                                              |                 |
| 官衔            |                                              |                 |
| 內務省          |                                              |                 |
| 前任： 川村竹治 | 內務次官 1922年10月24日－1923年6月15日       | 繼任： 井上孝哉 |
| 東京府廳        |                                              |                 |
| 前任： 岡喜七郎 | 警視廳警視總監 1922年6月12日－1922年10月24日 | 繼任： 赤池濃   |